# Pelopion
Il Pelopion era una struttura presso l'antico sito di Olimpia, la presunta tomba di Pelope una figura della mitologia greca, dal quale è stato coniato il nome di Peloponneso. 

## L'edificio
Era un tumulo a collinetta circondato da una struttura pentagonale con ingresso a sud-ovest. Aveva un diametro di 27 m nel 2500 a.C. ed era circondato da pietre circolari. Vi sono tracce anche di edifici circolari sulla parte superiore del 2300-2000 a.C. oggi non più visibili.
La tomba divenne un altare per i sacrifici di animali nel periodo della Grecia arcaica e continuò a servire come altare in epoca romana, fino a che cadde in disuso con l'avvento del cristianesimo romano. Si trattava di un cumulo di cenere e terra battuta, al culmine della quale avveniva il sacrificio - un ariete nero veniva sacrificato qui ogni anno in onore di Pelope. Al fine di raggiungere la cima all'altare, i sacerdoti dovevano scavarsi dei passi nel tumulo. Questa forma di altare in terra battuta era particolarmente antica, a differenza dei più moderni altari di pietra, come quelli esistenti a Delfi e sull'acropoli di Atene.